# Incitation économique
 (janvier 2017).
On appelle incitation économique (aussi souvent improprement désignée en Français par son équivalent anglais incentive) toute mesure spécifique de politique économique non-obligatoire, cherchant à obtenir des agents qu'elle vise un comportement déterminé, non souhaité par eux, ou qu'ils n'ont pas idée d'adopter au moins au départ, en échange d'un ou plusieurs avantages déterminés. La notion peut alors se concevoir sous différentes formes selon le contexte (économique, commercial...) et la personne qui en est la cible, qu'il soit un simple client ou bien un employé.

## Définition et histoire du concept

### Un concept ancien raffiné par les travaux successifs à son sujet
L'incitation moteur pour changer les comportements.

### Un concept protéiforme
Le nudge (Thaler et Sunstein, 2008) constitue une forme particulière d'incitation.

## Exemples d'incitations économiques

### Lutte face à la mortalité infantile en Inde à l'aide d'incitation économique
L'Inde est l'un des pays subissant l'un des taux de mortalité infantile les plus élevés, la vaccination des enfants face à certaines maladies (rougeole...) a été prouvée comme étant l'une des mesures les plus efficaces pour lutter contre la mortalité infantile. De nombreux dispensaires proposant la vaccination gratuite, ont donc été mis à disposition des populations locales. Malheureusement, il fut constaté que seul une très faible partie de la population ayant accès aux dispensaires avec vaccination gratuite allaient effectivement s'y faire vacciner. Cela peut en grande partie s'expliquer par un biais cognitif bien connu, l'inconsistance temporelle : plus un coût ou un bénéfice s'éloigne de notre présent et plus il diminue. Pour trouver une solution à ce problème, certain économistes, dont Esther Duflo, ont eu l'idée de recourir à des incitation économiques pour encourager la vaccination des enfants. Dans notre cas 1 kg de lentilles était offert aux personnes venant faire vacciner leurs enfants. Ici l'incitation a pu aider à ce que la décision de se faire vacciner ne soit reportée ultérieurement, en rajoutant un bénéfice immédiat à venir se faire vacciner (et ainsi recevoir 1 kg de lentilles) afin de contrebalancer le coût que représente dans l'immédiat la longue file d'attente dans le dispensaire. L'efficacité des incitations économiques dans ce genre de cas a été prouvée à l'aide d'essai randomisé contrôlé.

### Don d'organe
L'effet des incitations monétaires peut dépendre de l'encadrement des récompenses. Par exemple, dans le cas du don d'organes cadavériques, les aides funéraires sont perçues comme plus éthiques (en particulier en montrant de la gratitude et en honorant le donneur décédé) et augmentent potentiellement la volonté de don que les paiements directs en espèces de la même valeur monétaire,.
En Corée du Sud, la disposition de 2006 de la loi sur la transplantation d'organes a introduit une incitation financière équivalant à 4 500 USD pour la famille survivante des donneurs en état de mort cérébrale ; la récompense est destinée à la consolation et à l'indemnisation des frais funéraires et des frais d'hospitalisation,.

### Dans le cadre commercial

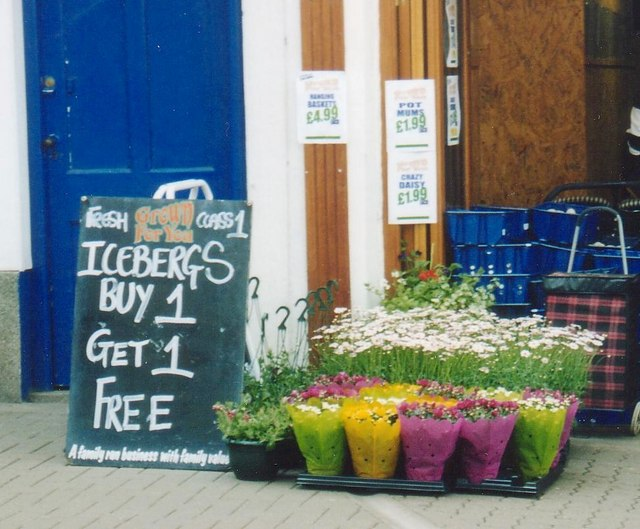
Un fleuriste offre une promotion "une fleur achetée = une fleur offerte" pour promouvoir d'autres fleurs.

Dans le cadre commercial, si l'on cible un client, alors l'incitation aura pour visée de fidéliser celui-ci ou de le pousser à l'achat. Elle pourra alors prendre la forme d'une promotion, d'un bon d'achat ou bien même d'une carte de fidélité offrant des avantages au client si celui-ci revient. Cela comporte tout de même certains risques, comme notamment d'attirer les "chasseurs de primes", autrement dit des agents attirés uniquement par les meilleures promotions, dits non-fidélisables.

### Dans le cadre entrepreneurial
Dans le cadre entrepreneurial, l'incitation aura pour vocation de stimuler la motivation des employés, pour in fine accroître leur productivité. Elle se manifestera alors par exemple sous l'apparence d'un système de récompenses (tels des primes, voyages, etc) mais aussi parfois en nature via divers cadeaux (ce qui présente des avantages fiscaux).
Récemment un nouveau type d'incitation économique propre au milieu de l'entreprise s'est grandement popularisé, le Team building, consistant en l'organisation par l'entreprise de diverses activités collectives (atelier cuisine, rencontre sportive...). Ce type d'incitation est de plus en plus souvent adopté par les organisations car il permet d'augmenter significativement la cohésion de groupe entre les employés, et ainsi d'améliorer les conditions de travail au sein de l'entreprise.

### Politique d'aide à l'accession à la propriété
La politique d'aide à l'accession à la propriété est une politique d'incitation économique qui vise à augmenter la proportion de ménages propriétaire. 

## Exemple d'incitation économique inefficace
De nombreux incentives peuvent avoir des effets imprévisibles, on parle alors d'effets pervers des incentives ou encore pour les économistes des effets d'aubaine. Le plus célèbre d'entre eux s'est produit en Israël dans une crèche où une directrice désespérée d'attendre que les parents viennent chercher leurs enfants en retard, a mis en place une tactique. Elle a effectivement mis en place un système d'amende pénalisant les parents en fonction de la durée de leurs retards. Mais l'expérience a eu les effets inverse des effets escomptés. En effet, au bout de quelques jours seulement, cette tactique ne fonctionnait déjà plus. Ce qui avait été sous-estimé, c'est que l'incentive morale à savoir la honte de venir chercher ses enfants en retard et d'importuner le personnel de la crèche a été supplanté par la possibilité de venir les chercher plus tard en échange d'une contrepartie financière : les parents se sont alors offerts le droit d'acheter une autorisation a venir chercher leurs enfants plus tard (leur permettant au passage d'échapper au sentiment de culpabilité).